# Michail Vasiljevič Bogdanov
Michail Vasilijevič Bogdanov, rusky Михаи́л Васи́льевич Богда́нов (2. června 1897 Bozňa, Ruské impérium – 19. dubna 1950 Moskva, SSSR) byl ruský vojenský velitel dělostřelectva v Rudé armádě a ROA.

## Služba v Rudé armádě
Narodil se v rodině úředníka. V roce 1918 dokončil Moskevskou polytechnickou školu. Po jejím ukončení dobrovolně vstoupil do Dělnicko-rolnické Rudé armády a byl zapsán jako kadet do 2. petrohradského dělostřeleckého kurzu, který ukončil v roce 1919.
Zapojil se Ruské občanské války v bojích proti bělogvardějským jednotkám generálů Judeniče, Děnikina a Wrangela. V roce 1920 byl přijat na Vyšší dělostřeleckou školu velitelů Rudé armády v Luze, kterou dokončil v roce 1921.
V březnu 1921 se podílel na potlačení Kronštadtského povstání. Na podzim 1921 byl jmenován velitelem dělostřelecké baterie 8. minské střelecké divize. V letech 1923 - 1924 byl posluchačem Moskevské vyšší školy vojenského maskování. 
Od října 1926 velel baterii dělostřeleckého pluku 2. kavkazské střelecké divize, v letech 1926-1927 byl asistentem náčelníka štábu pluku, v letech 1927-1931 postoupil na funkci velitele dělostřeleckého oddílu. V letech 1931-1934 sloužil jako náčelník štábu dělostřeleckého pluku Ovručského dělostřeleckého pluku. V letech 1934-1935 byl posluchačem dělostřeleckých kurzů pro zlepšení velitelských schopností. Po jeho absolvování byl Bogdanov jmenován náčelníkem štábu kavkazského dělostřeleckého pluku 60. pěší divize.
V březnu 1938 byl jmenován náčelníkem dělostřelectva 96. pěší divize Kyjevského zvláštního vojenského okruhu. 5. listopadu 1939 mu byla udělena hodnost velitele brigády (rusky комбриг). V lednu 1940 byl Bogdanov jmenován velitelem dělostřelectva 8. střeleckého sboru.
Po napadení SSSR se účastnil obranných bojů s německou armádou. Na přelomu července a srpna 1941 byl jeho sbor zničen německými silami. Velitelé sboru se pokusili uniknout a vrátit se zpět na sovětskou stranu fronty, ale 8. srpna 1941 ho Němci zadrželi i se dvěma důstojníky. Podařilo se mu uprchnout, ale 10. srpna 1941 byl definitivně zadržen v lesích poblíž města Umaň.

## Služba u Todta a v Ruské osvobozenecké armádě
Zpočátku byl držen v zajateckých táborech u měst Bila Cerkva, Cholm a Zamość. 6. dubna 1942 byl Bogdanov převezen do zajateckého tábora určeného pro důstojníky Rudé Armády poblíž města Hammelburg v centrálním Německu, kde vyjádřil přání spolupracovat s německými úřady. Nejprve pracoval v tzv. historické kanceláři, která sepisovala historii porážek Rudé armády v létě 1941. Začátkem listopadu 1942 vyjádřil přání pracovat ve vojenské stavební organizaci Todt, do které byl zapsán 18. listopadu 1942. V prosinci 1942 byl Bogdanov jmenován vedoucím vzdělávací jednotky Vyšší rusko-německé školy specialistů v okupovaném Bělorusku v rámci organizace Todt, která školila pracovníky v týlových službách německé armády. 
Při své práci v organizaci Todt se 15. července 1943 dostal do kontaktu s majorem státní bezpečnosti Pastuchovem, který vedl partyzánské hnutí v Minsko-Borisovské oblasti. Ten ho naverboval jako agenta, Bogdanov podepsal vázací akt a pro sovětskou rozvědku pracoval pod krycím jménem Hřebík. Bogdanov souhlasil s úkolem zavraždit nebo alespoň diskreditovat velitele Ruské osvobozenecké armády generálporučíka A. A. Vlasova. Ke splnění úkolu mu byl dodán jed, který měl použít k jeho otravě. Otrávit Vlasova se mu nepodařilo a není jasné, zda se vůbec o akci pokusil.
V roce 1943 pracoval v organizaci Todt v týle Skupiny armád Střed, ale tato část byla rozpuštěna pro časté útěky personálu. Bogadnov se buď v úmyslu splnit úkol, nebo z obav z návratu do zajateckého tábora přihlásil do ROA. 20. listopadu 1943 byl Bogdanov zapsán do důstojnické zálohy školy ROA v Dabendorfu, kde byl zapsán jako řadový voják. Ale již v prosinci 1943 sloužil v inspektorátu bývalého sovětského generála Ivana Blagověščenského. 14. listopadu 1944 obdržel Bogdanov hodnost generálmajora ozbrojených sil Výboru pro osvobození národů Ruska a byl jmenován do funkce náčelníka dělostřeleckého oddělení velitelství.
Na konci války v dubnu 1945 Bogdanov kontaktoval partyzány a informoval je o chystaném pohybu jednotek ROA přes Protektorát. V předaném dopise je žádal o kontakt na sovětské bezpečnostní orgány. V květnu 1945 byl Bogdanov součástí jižní skupiny ozbrojených sil KONR, které velel generálmajor Truchin. 8. května 1945 se vzdal sovětským vojskům u města České Budějovice.

## Soud a trest
13. května 1945 se nachází ve vazbě vojenské kontrarozvědky 2. ukrajinského frontu. 18. května 1945 generálporučík Viktor Abakumov svým podpisem schválil zatykač na Bogdanova za nesplnění úkolu zavraždit Vlasova. Původně bylo zvažováno, že Bogdanov bude jeden z obžalovaných ve Vlasovově procesu v létě 1946, ale byl nahrazen v řadách obžalovaných významnějším Meandrovem.
U soudu přiznal vinu, a proto byl dne 19. dubna 1950 odsouzen Vojenským kolegiem Nejvyššího soudu SSSR k trestu smrti. Trest byl vykonán téhož dne. Bogdanov nebyl nikdy rehabilitován.